# You Oughta Know
"You Oughta Know" là một bài hát của nghệ sĩ thu âm người Canada gốc Mỹ Alanis Morissette nằm trong album phòng thu thứ ba của cô, Jagged Little Pill (1995). Bài hát được phát hành như là đĩa đơn đầu tiên trích từ album vào ngày 7 tháng 7 năm 1995. Sau khi phát hành hai album phòng thu thành công về mặt thương mại ở Canada, Morissette rời MCA Records Canada và được giới thiệu với người quản lý Scott Welch. Cô bắt đầu làm việc cho album tiếp theo sau khi chuyển từ thành phố quê hương, Ottawa, tới Toronto, nhưng không đạt được nhiều thành quả khả quan cho đến khi cô đi đến Los Angeles, nơi cô gặp Glen Ballard. Bài hát được đồng viết lời bởi Morissette và Ballard, với Ballard đóng vai trò sản xuất. Nhà sản xuất Jimmy Boyle đã thu âm và hiệu chỉnh cho "You Oughta Know" với sự tham gia hỗ trợ từ Flea và Dave Navarro của Red Hot Chili Peppers trong vai trò nhạc công chơi bass và guitar.
Bài hát đánh dấu sự thay đổi trong phong cách âm nhạc của Morissette từ bubblegum pop sang những âm thanh của alternative rock đã trở thành thương hiệu của cô sau này. Ban đầu, Jagged Little Pill được kì vọng sẽ đạt được doanh số tiêu thụ đủ để nữ ca sĩ thực hiện dự án tiếp theo, nhưng sau khi đài phát thanh rock đương đại có tầm ảnh hưởng ở Los Angeles, KROQ-FM, bắt đầu phát "You Oughta Know", Bài hát đã tạo nên nhiều sự quan tâm lớn cho tên tuổi của Morissette ngoài thị trường quê nhà cũng như album sau đó, trở thành một trong những album bán chạy nhất mọi thời đại. Bài hát nhận được những phản ứng tích cực từ giới phê bình bởi nội dung gay gắt và dứt khoát của bài hát,  và lọt vào top 10 trên các bảng xếp hạng ở Úc, Canada và Hoa Kỳ, cũng như top 40 ở nhiều quốc gia khác.
Để quảng bá cho bài hát, một video ca nhạc đã được thực hiện và do Nick Egan làm đạo diễn. Bài hát đã xuất hiện trong danh sách trình diễn của nhiều chuyến lưu diễn trong sự nghiệp của Morissette và trong nhiều album như MTV Unplugged (1999), Feast on Scraps (2002), and The Collection, cũng như giải Grammy năm 1996 và album tổng hợp của MTV Unplugged. Bài hát đã được liệt kê ở vị trí thứ 12 trong danh sách "100 Bài hát xuất sắc nhất của thập niên 90" của VH1, và giành 2 giải Grammy cho Bài hát rock hay nhất và Trình diễn giọng rock nữ xuất sắc nhất cũng như được đề cử cho Bài hát của năm. Kể từ khi phát hành, "You Oughta Know" đã được hát lại bởi nhiều nghệ sĩ khác như Britney Spears và Beyoncé, và được nhại lại bởi "Weird Al" Yankovic.

## Danh sách bài hát
Đĩa đơn CD
1. "You Oughta Know"
2. "You Oughta Know" (The Jimmy the Saint Blend)
3. "Perfect" (bản acoustic)
4. "Wake Up"

## Xếp hạng
| Bảng xếp hạng (1995–96)             | Vị trí cao nhất |
| ----------------------------------- | --------------- |
| Úc (ARIA)                           | 4               |
| Bỉ (Ultratop 50 Flanders)           | 39              |
| Canada Top Singles (RPM)            | 6               |
| Canadian Alternative 30 (RPM)       | 21              |
| Hà Lan (Single Top 100)             | 17              |
| New Zealand (Recorded Music NZ)     | 25              |
| Thụy Điển (Sverigetopplistan)       | 38              |
| Anh Quốc (OCC)                      | 22              |
| Hoa Kỳ Billboard Hot 100            | 6               |
| US Billboard Mainstream Rock Tracks | 3               |
| US Billboard Modern Rock Tracks     | 1               |
| Hoa Kỳ Pop Airplay (Billboard)      | 7               |

| Bảng xếp hạng (1995)       | Vị trí |
| -------------------------- | ------ |
| Australia (ARIA)           | 20     |
| Canada Top Singles (RPM)   | 48     |
| Netherlands (Dutch Top 40) | 103    |
| Bảng xếp hạng (1996)       | Vị trí |
| US Billboard Hot 100       | 29     |

## Chứng nhận
| Quốc gia                                                                           | Chứng nhận | Số đơn vị/doanh số chứng nhận |
| ---------------------------------------------------------------------------------- | ---------- | ----------------------------- |
| Úc (ARIA)                                                                          | Bạch kim   | 70.000^                       |
| * Chứng nhận dựa theo doanh số tiêu thụ. ^ Chứng nhận dựa theo doanh số nhập hàng. |            |                               |